# Afon Llynfi
Afon Llynfi är ett vattendrag i Storbritannien.   Det ligger i riksdelen Wales, i den södra delen av landet, 220 km väster om huvudstaden London.